# Soochow-Universität (Taiwan)
Die Soochow-Universität (chinesisch 東吳大學, Pinyin Dōngwú Dàxué) ist eine private Universität in Taipeh. Obwohl die Hochschule einen methodistischen Hintergrund hat, ist sie heute eine säkular organisierte Universität. Die Universität ist besonders für ihre juristische Fakultät bekannt. 2005 waren 13.100 Studenten immatrikuliert.

## Geschichte
Die ursprüngliche Soochow-Universität wurde durch Methodisten, darunter unter anderen der Missionar Young John Allen, in Suzhou (früher gebräuchliche alternative Umschrift Soochow) in der Provinz Jiangsu auf dem chinesischen Festland 1900 gegründet. Damals wurden drei Institutionen vereinigt: die Po-hsi-Akademie, die Kung-hsiang-Akademie und die Chung-hsi-Akademie. Nach dem chinesischen Bürgerkrieg flohen Mitglieder der Soochow-Alumni-Organisation nach Taiwan und gründeten zusätzlich zur weiterexistierenden Soochow-Universität auf dem Festland die Soochow-Universität in Taipeh.

## Fakultäten
- Fremdsprachen und Kultur
- Künste und Sozialwissenschaften
- Naturwissenschaften und Mathematik
- Rechtswissenschaften
- Wirtschaftswissenschaften

## Standorte
Die Hochschule ist auf zwei Standorte verteilt. Der Hauptcampus befindet sich nahe dem Nationalen Palastmuseum im nördlichen Stadtbezirk Shilin. Dort befinden sich alle Fakultäten außer den wirtschaftswissenschaftlichen und juristischen Fakultäten, welche sich auf dem Campus in der Innenstadt im Bezirk Zhongzheng befinden.